# Мантелет
Мантеле́т або мантле́т (фр. mantelet, зменшувальна форма від mantel — «плащ, покривало») — щит великих розмірів, що використовувався при облозі фортець та інших фортифікаційних укріплень, виготовлялися з дерева чи товстої лози. Також обтягувалися сирими шкурами (для вогнетривкості і міцності), набивалися шерстю тварин, мішками з піском і т.д.
. Мантелети зазвичай робили з колесами через їх велику вагу і при облозі підкочували до фортеці. За щитами ховалися піхотинці з луками, які відстрілювалися до потрапляння в «мертву зону» для ворожих стрільців безпосередньо біля підніжжя замку, потім луки змінювалися на зброю ближнього бою, ставилися сходи або проламувалися ворота і починався штурм фортеці. Мантелет забезпечував захист штурмуючих від стріл, каміння, уламків ядер, а важкі мантелети і від вогнепальної зброї та шрапнелі. Використання мантелетів значно збільшувало шанси на успішний штурм фортифікаційних укріплень (фортець, замків, укріплених ліній і тд.). Використання манталетів фіксується з давніх часів.